# أ. براون مور
أ. براون مور هو محامي وشخصية أعمال وسياسي أمريكي، ولد في 23 أغسطس 1911 في نيو أورلينز في الولايات المتحدة، وتوفي في 1987. نشط حزبياً في الحزب الديمقراطي.